# Bulgaria en los Juegos Paralímpicos de Barcelona 1992
Bulgaria estuvo representada en los Juegos Paralímpicos de Barcelona 1992 por siete deportistas, cinco hombres y dos mujeres.

## Medallistas
El equipo paralímpico búlgaro obtuvo las siguientes medallas:
| Nombre             | Deporte   | Evento                    |
| ------------------ | --------- | ------------------------- |
| Oro                |           |                           |
| Gueorgui Sakelarov | Atletismo | Peso B2 masculino         |
| Plata              |           |                           |
| Gueorgui Sakelarov | Atletismo | Disco B2 masculino        |
| Donko Angelov      | Atletismo | Triple salto B3 masculino |
| Bronce             |           |                           |
| —                  |           |                           |